# 85293 Tengzhou
85293 Tengzhou este un asteroid din centura principală de asteroizi.

## Descriere
85293 Tengzhou este un asteroid din centura principală de asteroizi. A fost descoperit pe 12 septembrie 1994 la Xinglong în cadrul programului Beijing Schmidt CCD Asteroid Program. Asteroidul prezintă o orbită caracterizată de o semiaxă mare de 3,12 ua, o excentricitate de 0,13 și o înclinație de 14,5° în raport cu ecliptica.